# Подрывные инновации
«Подрывные инновации» (англ. Disruptive innovation) — инновации, которые изменяют соотношение ценностей на рынке. При этом старые продукты становятся неконкурентоспособными просто потому, что параметры, на основе которых раньше проходила конкуренция, теряют своё значение. Теория разработана Клейтоном Кристенсеном и опубликована в 1997 году.

## Описание
Модель «подрывных инноваций» — это теория Клейтона Кристенсена, которую он впервые ввёл в 1997 году, в своей книге «Дилемма инноватора: Как из-за новых технологий погибают сильные компании». Эту модель можно использовать для описания влияния новых технологий на функционирование фирмы. Клейтон Кристенсен изучал причины, из-за которых крупнейшие компании, мировые лидеры в своей отрасли стремительно теряют свои доминирующие позиции, утрачивают своё первенство, когда на рынке появляются новые технологии. Всё меняется в тот момент, когда «подрывные технологии» находят своего покупателя, готового мириться с недостатками нового товара и которому необходимы новые свойства этого товара. Получив такого покупателя, новая технология начинает развиваться, вырастают объёмы производства, наступает момент, когда новая технология начинает оправдывать своё название «подрывная технология».
В случаях, когда от подрывных инноваций общее производство сокращается (новый сегмент по задействованию ресурсов значительно меньше сегмента, ставшего неактуальным), речь идёт о закрывающих технологиях.

## Примеры
Примерами «подрывных инноваций» являются телефон (заменил телеграф), пароходы (заменили парусные суда), полупроводники (заменили электровакуумные приборы), цифровые фотоаппараты (заменили плёночные), электронная почта («подорвала» традиционную почту).
Идентифицированный Организацией НАТО по вопросам науки и технологий (STO) перечень прорывных технологий на период до 2040 года включает искусственный интеллект, большие данные, автономность, биосенсорику и квантовые технологии.